# Mutya Buena
Rosa Isabella Mutya Buena (Londen, 21 mei 1985) is een Britse zangeres en lid van de Sugababes.

## Biografie
Buena's moeder is Iers en Chinees en haar vader is Filipijns en Spaans. Ze groeide op in een gezin met vijf broers en drie zussen. Aan haar zus Maya, die in 2002 overleed, is het nummer Maya op het Sugababesalbum Three (2003) opgedragen. Buena heeft een relatie en is moeder van een dochter.
Buena maakte sinds de oprichting in 1998 deel uit van de Sugababes. Ze verliet de band in december 2005 vanwege persoonlijke redenen. Daarna legde ze zich toe op een solocarrière. In juni 2007 verscheen haar solo-debuutalbum, Real Girl, waarvan een nummer met dezelfde titel werd uitgebracht als single. Aan het album werkten onder andere George Michael, Johnny Douglas, Groove Armada en Amy Winehouse mee. In oktober 2019 keerde Buena terug naar de groep samen met de twee originele leden.

## Discografie

### Albums
| Album met eventuele hitnotering(en) in de Nederlandse Album Top 100 | Datum van verschijnen | Datum van binnenkomst | Hoogste positie | Aantal weken | Opmerkingen |
| ------------------------------------------------------------------- | --------------------- | --------------------- | --------------- | ------------ | ----------- |
| Real girl                                                           | 2007                  | 30-06-2007            | 71              | 5            |             |

### Singles
| Single met eventuele hitnotering(en) in de Nederlandse Top 40 | Datum van verschijnen | Datum van binnenkomst | Hoogste positie | Aantal weken | Opmerkingen       |
| ------------------------------------------------------------- | --------------------- | --------------------- | --------------- | ------------ | ----------------- |
| Real girl                                                     | 2007                  | 23-06-2007            | 6               | 11           |                   |
| Song 4 Mutya (Out of Control)                                 | 2007                  | 08-09-2007            | 37              | 3            | met Groove Armada |

| Single met hitnotering(en) in de Vlaamse Ultratop 50 | Datum van verschijnen | Datum van binnenkomst | Hoogste positie | Aantal weken | Opmerkingen        |
| ---------------------------------------------------- | --------------------- | --------------------- | --------------- | ------------ | ------------------ |
| This is not real love                                | 2006                  | 25-11-2006            | 41              | 2            | met George Michael |
| Real girl                                            | 2007                  | 02-06-2007            | tip3            | -            |                    |

### Video's
- Real Girl
- Song 4 Mutya (Out of Control) (met Groove Armada)
- Just a Little Bit
- B Boy Baby (met Amy Winehouse)
- With You (met Ashley Walters)
- Falling (met Ultra en Agent X)
- The Time Is Now